# Hipogeu

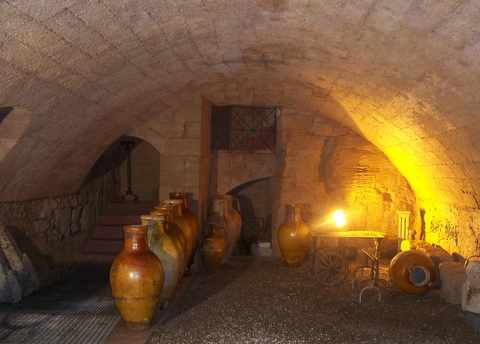
Hipogeu no anfiteatro de Beaumont Bonelli Bellacicco

Um hipogeu (do grego hypógeion «subterrâneo») é uma escavação ou construção subterrânea, destinada a servir de sepulcro ou cripta, própria do período pré-cristão. Foram construídos ao longo do tempo pelas mais inúmeras sociedades, desde o Antigo Egito, aos fenícios ou aos romanos.[carece de fontes?]

## Exemplos históricos
Um dos exemplares arqueológicos mais notórios de um hipogeu remonta à Idade do Bronze, mais concretamente à civilização minoica, e é sito em Creta, onde se descobriu nas escavações de Cnossos uma arrecadação subterrânea escavada na pedra, com um formato hexagonal.
O Hipogeu de Hal Saflieni em  Paola, na ilha de Malta, é o exemplar mais antigo de um hipogeu pré-histórico, crendo-se que se terá começado a construir algures entre 3600 a 3300 a.C.
Trata-se dum complexo subterrâneo composto por inúmeras câmaras, corredores e passagens que abarcam uma área de cerca de 500 m2 (5,400 sq ft), imbrincada em três andares escavados de feição a imitar o traçado arquitectónico dos templos da época, onde foi encontrado um considerável espólio de peças de arte pré-histórica.
Em Lárnaca, no Chipre, descobriu-se já no final da décadaa de 90 do séc. XX, um hipogeu completamente intocado com mais de 2800 anos, que foi, então, crismado de Túmulo de Lefkaritis.
Foram encontrados vários hipogeus, datados da Era Dinástica do Antigo Egipto, dos quais se destacam as da pirâmide Norte de Mazghuna, a da pirâmide Sul de Mazghuna e a da pirâmide inacabada de de Saqqarah Sul. Os hipogeus de Palmira continham lóculos selados com prótomos e sarcófagos exornados com relevos de famílias amesendadas num banquete.